# Kanton Taravo-Ornano
Taravo-Ornano is een kanton van het Franse departement Corse-du-Sud. Het kanton maakt deel uit van de arrondissementen Ajaccio (28) en Sartène (6). In 2021 telde het 15.985 inwoners.

Het kanton werd gevormd ingevolge het decreet van 24 februari 2014 , met uitwerking op 22 maart 2015, met Grosseto-Prugna als hoofdplaats.

## Gemeenten
Het kanton omvat volgende gemeenten:
- Albitreccia
- Argiusta-Moriccio
- Azilone-Ampaza
- Campo
- Cardo-Torgia
- Casalabriva
- Cauro
- Ciamannacce
- Cognocoli-Monticchi
- Corrano
- Coti-Chiavari
- Cozzano
- Eccica-Suarella
- Forciolo
- Frasseto
- Grosseto-Prugna
- Guargualé
- Guitera-les-Bains
- Moca-Croce
- Olivese
- Palneca
- Petreto-Bicchisano
- Pietrosella
- Pila-Canale
- Quasquara
- Sampolo
- Santa-Maria-Siché
- Serra-di-Ferro
- Sollacaro
- Tasso
- Urbalacone
- Zévaco
- Zicavo
- Zigliara